# 鉄楽レトラ
『鉄楽レトラ』（てつがくレトラ）は、佐原ミズによる日本の漫画作品。『ゲッサン』（小学館）にて、2011年5月号から2015年1月号まで連載。

## あらすじ
中学の半分を登校拒否で過ごした鉄宇は現実から逃げるように家から遠く離れた高校へ進学した。そこでかつての自分との出会いをキズナとして頑張る少女がいることを知る。

## 登場人物
一ノ瀬 鉄宇（いちのせ きみたか）
若葉台高校1年生。森野皐にフラメンコを学ぶ。担当はバイラオール。
小学生時代はミニバスに所属。中学でバスケットボール部に所属するが、嫉妬から学校裏サイトへ友人の悪口を書き込み、挙句、突き飛ばして入院させてしまう。以降は2年の半分を登校拒否、3年からは春休みまで使い保健室登校をし出席日数を確保。唯一、試験日の間に合った電車で2時間の若葉台高校を受験した。
円砢や英との出会いをきっかけに、宝にもらった靴を使ってフラメンコを学ぶことを決心する。
市川 円砢（いちかわ つぶら）
若葉台高校1年生。鉄宇たちと共に森野皐にフラメンコを学ぶ。担当はバイラオールだが、本人はトケに興味を持っている。
優秀な兄にコンプレックスを抱いており、好き嫌いの多い兄のかわりに食べることで精神の安定を図っていた。
フラメンコを学ぶ前はお料理部に所属していたが、女子部員にいじめられ退部。
菊池 英（きくち はな）
若葉台高校1年生。鉄宇や円砢と一緒に、森野皐にフラメンコを学ぶ。担当はカンタオール。
小学生時代は聖歌隊に所属しており、美しい声でもて囃されていた。しかし、発表会中に変声期を迎え、それ以降に周囲の態度が一変したため人に注目されることが苦手。
極度の冷え性。国内線キャビンアテンダントで元ヤンの姉がいる。フラメンコを学ぶ前は剣道部に入部したが、1度も出席しなかったために追い出された。
森野 皐（もりの たかし）
葉山学園中等部2年生。女装時は森野タカコと名乗っている。フラメンコ部部員。鉄宇達にスペイン舞踊を教えている。
藤本 宝（ふじもと たから）
桜ノ宮女学院高等部1年生。バスケットボール部所属。
中学2年まで鉄宇と同じ中学で、その後、横浜の中学へ転校。背が高く手も足も大きい。幼い頃はその容姿のせいで「カッパ」と呼ばれ、いじめられていた。鉄宇の夢の中ではカッパの姿で度々登場する。
一ノ瀬 銘椀（いちのせ なまり）
桜ノ宮女学院中等部1年生。鉄宇の妹。バスケ部所属。単身赴任中の父と一緒に住んでいたが、中学入学と同時に実家に戻ってきた。かき氷が好き。

## 単行本
- 佐原ミズ『鉄楽レトラ』 小学館 〈少年サンデーコミックススペシャル〉、全6巻
  1. 2011年10月12日刊行 ISBN 978-4-09-123445-2
  2. 2012年4月12日刊行 ISBN 978-4-09-123616-6
  3. 2012年11月12日刊行 ISBN 978-4-09-124077-4
  4. 2013年7月12日刊行 ISBN 978-4-09-124340-9
  5. 2014年5月12日刊行 ISBN 978-4-09-124740-7
  6. 2015年2月12日刊行 ISBN 978-4-09-125754-3